# یغیشه آساطریان
یغیشه تئوسی آساطریان (ارمنی: Եղիշե Թևոսի Ասծատրյան؛ زادهٔ ۳ سپتامبر ۱۹۱۴ - درگذشته ۲ دسامبر ۲۰۰۸) یک فعال و سیاستمدار اهل ارمنستان بود.

## زندگی‌نامه
وی در ۳ سپتامبر ۱۹۱۴ در چارتار به دنیا آمد و از دانشگاه فنی گرجستان و مدرسه عالی حزب کمیته مرکزی حزب کمونیست اتحاد شوروی فارغ‌التحصیل گشت. همچنین برندهٔ جوایزی همچون نشان لنین، نشان پرچم سرخ کار، نشان دوستی خلق و نشان افتخار مسروپ ماشتوتس مقدس شده‌است. وی در ۲ دسامبر ۲۰۰۸ در سن ۹۴ سالگی در ایروان درگذشت و در آرامستان مرکزی ایروان (توخماخ) به خاک سپرده شد.

## نگارخانه

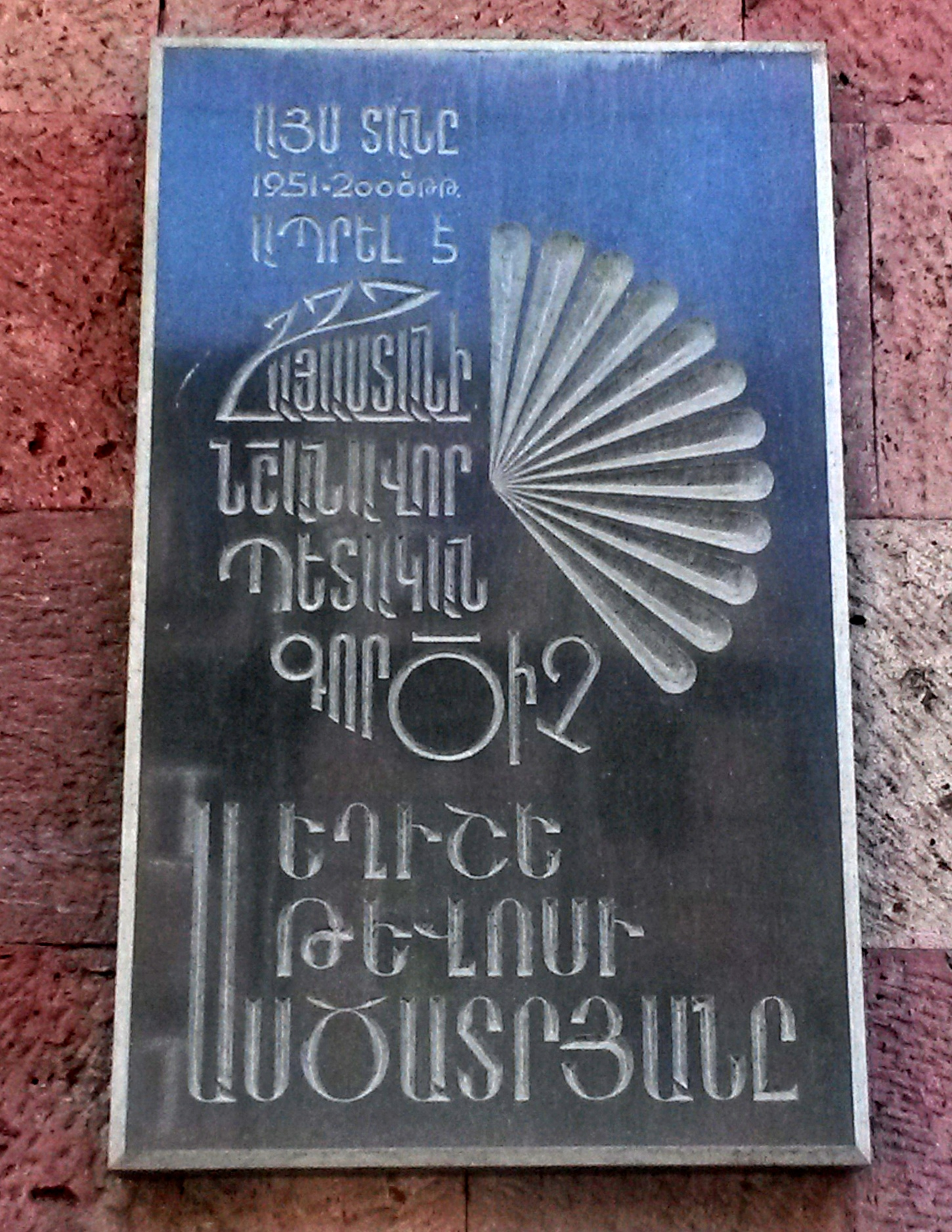